# Морской музей Черногории
Морской музей Черногории (черног. Pomorski muzej Crne Gore) расположен в Которе в здании дворца знатной семьи Грегурина (черног. Grgurina), построенном в начале XVIII века.
Музей вырос из собрания старинного морского братства «Бокельска морнарица» (черног. Bokeljska mornarica) — профессионального общества моряков Боки Которской, которое с 1859 года действует как мемориальная организация охраны традиций. Её штаб-квартира находится в Которе на протяжении многих веков.
Экспозиция музея рассказывает о развитии мореплавания в Боке Которской на всем протяжении её истории. Здесь можно увидеть портреты мореплавателей и модели кораблей, предметы интерьера из капитанских домов и коллекцию трофейного оружия, захваченного в морских битвах, старинные карты Адриатического моря и гербы знатных капитанских родов города и его окрестностей.